# بيفل ريباك
بيفل ريباك (بالروسية: Рыбак, Павел Александрович)‏ هو لاعب كرة قدم بيلاروسي في مركزي الوسط والدفاع، ولد في 11 سبتمبر 1983 في غرودنو في بيلاروس. لعب مع باتي بوريسوف وشاختيور سوليجورسك ونادي غوميل ونادي مينسك ونيمان غرودنو.

## وصلات خارجية
- بيفل ريباك على موقع قاعدة بيانات كرة القدم.إي يو (الإنجليزية)
- بيفل ريباك على موقع Soccerway.com (الإنجليزية)